# The Cure (bài hát)
"The Cure" là một bài hát của ca sĩ, nhạc sĩ người Mĩ Lady Gaga. Cô đồng sáng tác bài hát với DJ White Shadow, Nick Monson, Lukas Nelson và Mark Nilan. Phần sản xuất của nó được thực hiện bởi Detroit City, Gaga và Nick Monson. Bài hát bắt nguồn từ một tinh thần tích cực giữa những người viết nên nó, được tạo ra như một câu trả lời cho các sự kiện tàn nhẫn đang xảy ra trên thế giới. Bài hát được phát triển tại Los Angeles, nơi mà Gaga và đội ngũ của cô ấy đang thực hiện một bản thu âm khác trước khi cô trở nên bận rộn với một vai diễn trong bộ phim A Star Is Born. Bao gồm tiếng bấm móng tay và một beat nhạc nhảy điện tử, "The Cure" được sáng tác xung quanh chất âm R&B. Về phần lời, bài hát nói về tác dụng hồi phục của tình yêu.
Bài hát được phát hành như là một đĩa đơn độc lập bởi Interscope vào ngày 16 tháng 4 năm 2017, sau khi Gaga biểu diễn nó tại Lễ hội Âm nhạc và Nghệ thuật Thung Lũng Coachella. Gaga sau đó đã đưa bài hát vào chuyến lưu diễn Joanne World Tour (2017). Các nhà phê bình đã bàn tán về việc phát hành bất ngờ của The Cure, cho rằng nó khác biệt so với các sản phẩm âm nhạc trước của Gaga. Về thương mại, bài hát vươn đến top 10 của các bảng xếp hạng tại Úc, Pháp, Hungary, Scotland, Slovakia và Venezuela và đến top 20 tại Cộng hoà Séc, Anh, Liban, Latvia và Malaysia. 